# Мерион Џоунс
Мерион Лоис Џоунс (енгл. Marion Lois Jones; Лос Анђелес, 12. октобар 1975.), позната и под презименом Томпсон, америчка је бивша атлетичарка и бивша професионална кошаркашица. Освојила је три златне и две бронзане медаље на Олимпијским играма 2000. у Сиднеју, али су јој касније одузете медаље након што је признала да је лагала америчким истражитељима о лековима за побољшање перформанси.
Џоунс је била једна од најпознатијих спортиста који се доводе у везу са скандалом БАЛКО. Скандал о употреби супстанци за побољшање перформанси обухватио је више од 20 врхунских спортиста, укључујући Џоунсиног бившег мужа, бацача кугле Си Џеј Хантера и бившег емотивног партнера, спринтера Тима Монтгомерија.

## Одрастање и образовање
Њени родитељи су Џорџ Џоунс и Мерион (пореклом из Белизеа). Њени родитељи су се растали када је била Мерион била мала. Мајка се преудала за пензионисаног поштанског радника Ајру Толера. Мерион Џоунс и њен брат Алберт су се као деца бавили трчањем и кошарком.
Мерион Џоунс је дипломирала 1997. године на Универзитету Северне Каролине (УНЦ).

## Приватно
Док је била на УНЦ-у, Џоунс се упознала са бацачем кугле Си Џеј Хунтером. Џоунс и Хантер венчали су се 3. октобра 1998. и наставили су да тренирају заједно за Олимпијске игре у Сиднеју 2000.
Само неколико сати након што је Мерион Џоунс освојила своје прво од планираних пет злата, Међународни олимпијски комитет (МОК) је објавио да је Си Џеј Хантер пао на четири предолимпијска теста на допинг и да је сваки пут био позитиван на забрањени анаболички стероид нандролон. Хантер је одмах суспендован из било какве улоге тренера у Сиднеју, а наређено му је да преда своје тренерске акредитиве. На конференцији за штампу на којој се Хантер сломио у сузама, негирао је да је узимао било какве лекове за побољшање перформанси, а још мање нандролон који се лако открива. Мерион и Си Џеј су се развели 2002.
Дана 28. јуна 2003. Џоунс је са тадашњим емотивним партнером Тимом Монтгомеријем, родила сина Тима Монтгомерија млађег. Због трудноће, Џоунс је пропустила Светско првенство 2003. Провела је следећих годину дана припремајући се за Олимпијске игре 2004. Монтгомерија је оптужила Антидопинг агенција Сједињених Држава (УСАДА), у оквиру истраге о допинг скандалу БАЛКО, за примање и коришћење забрањених средстава за побољшање перформанси. УСАДА је тражила четворогодишњу суспензију за Монтгомерија. Монтгомери се борио против забране, али је изгубио жалбу 13. децембра 2005, добивши двогодишњу забрану такмичења у атлетици. Суд за спортску арбитражу је такође одузео Монтгомерију све тркачке резултате, рекорде и медаље, од 31. марта 2001. надаље. Монтгомери је убрзо објавио да се повлачи из атлетике.
Мерион Џоунс се 24. фебруара 2007. удала за спринтера са Барбадоса Обадела Томпсона. Џоунс има двоје деце са Томпсоном. Томпсон и Џоунс су се развели 2017. Џоунс задњих десет година живи заједно у Остину у Тексасу са својом емотивном партнерком Аделом.
Џоунс је сада фитнес тренер. 2024. удружила се са компанијом Дривен (енгл. Driven) која се фокусира на изградњу вештина отпорности кроз тренирање и физичку кондицију.

## Спортски успеси
На Олимпијским играма у Сиднеју Џоунс је завршила са три златне медаље (спринт на 100 и 200 метара и штафета 4 х 400 м) и две бронзане медаље (скок у даљ и штафета 4 х 100 м). Међутим, касније су јој одузете ове медаље након што је признала да је користила недозвољена средства за побољшање перформанси. Џоунс је дуго порицала да је користила ова средства, све док није била приморана да призна 2007.
На Олимпијским играма 2004. Џоунс је заузела пето место у скоку у даљ и такмичила се у штафети 4 х 100 м, у којој је њен тим завршио последњи у финалној трци.
Џоунс је играла кошарку док је била на Универзитету Северне Каролине, где је њен тим освојио национално првенство 1994. Изабрана је у трећем колу ВНБА драфта 2003. од стране Финикс Меркјурија. 10. марта 2010. екипа Тулса Шок је објавила да је Џоунс потписала да игра за њих. Џоунс је дебитовала 15. маја у утакмици Шока против Минесота Линк-а . 22. августа 2010. постигла је свој рекорд каријере у ВНБА са 15 постигнутих поена у победи против Чикаго Скаја. У 47 ВНБА утакмица Џоунс је просечно бележила 2,6 поена и 1,3 скока по утакмици.

## ФилмВрхунска брзина
Џоунс се појављује у филму Врхунска брзина (енгл. Top Speed) из 2003. у режији Грега МекГиливреја (енгл. Greg MacGillivray). Овај филм је снимљеном у ИМАКС формату.

## Употреба недозвољених средстава за побољшање спортског учинка
Током већег дела своје атлетске каријере, укључујући две Олимпијаде, Џоунс је била оптужена, било директно или индиректон, да је узимала лекове и друга средства за побољшање перформанси. Ове оптужбе су почеле у средњој школи раних 1990-их, када је пропустила насумични тест на допинг и због тога јој је четири године било забрањено да се такмичи у атлетици. Џоунс је тада била малолетна и тврдила је да никада није добила писмо у којем је обавештава о потребном тесту. Адвокат Џони Кохран успешно је поништио четворогодишњу забрану.

### БАЛКО истрага
Дана 3. децембра 2004. Виктор Конте, оснивач БАЛКО-а, појавио се у интервјуу са Мартином Баширом у емисији АБЦ 20/20. У интервјуу, Конте је рекао америчкој публици да је лично дао Мерион Џоунс четири различита недозвољена средства за побољшање спортских перформанси пре, током и после Олимпијских игара у Сиднеју 2000. Током истраге, извештачи из Сан Франциска Ленс Вилијамс и Марк Фајнару-Вада известили су да је Џоунсова добила забрањена средства од БАЛКО-а, позивајући се на документарне доказе и сведочења њеног бившег мужа Си Џеј Хантера, који је тврдио да је "видео како Џоунс себи убризгава стериоиде у стомак".
Према Хантеровом сведочењу из 2004. пред федералном великом поротом, Џоунс је почела да користи допинг много пре Сиднеја. Хантер је рекао истражитељима да је Џоунс прво набавила ЕПО (еритропоетин) од Грејема, за кога је Хантер рекао да је имао мексичку везу за набавку недозвољених средстава. Касније, рекао је Хантер, Грејем је упознао Контеа, који је почео да даје тренеру БАЛКО-а "додатке исхрани", који су заправо били експериментална класа стероида за које се каже да се не могу открити процедурама скрининга лекова који су били доступни у то време. Грејем је поделио средства за побољшање перформанси Мерион Џоунс и неким другим спортистима. Након тога, Хантер је рекао федералним агентима да је Џоунс почела да добија допинг директно од Контеа.
Џоунс никада није пала на тесту на допинг док су се користиле тада постојеће процедуре тестирања. Пронађено је недовољно доказа за подизање оптужби против ње.

### 2006 ЕПО тестови
Вашингтон Пост известио је да је 23. јуна 2006. „А“ узорак урина Мерион Џоунс био позитиван на еритропоетин (ЕПО). Џоунс се повукла са митингa Златне лиге Велткласа у Цириху, наводећи "личне разлоге" и негирајући да је користила средства за побољшање перформанси. Задржала је адвоката Хауарда Џејкобса, који је заступао многе спортисте у случајевима допинга, укључујући атлетичара Тима Монтгомерија и бициклисту Флојда Лендиса. Џоунсини адвокати су 6. септембра 2006. објавили да је њен "Б" узорак био негативан, што ју је ослободило оптужби за допинг.

### Признање лажи током БАЛКО истраге
Дана 5. октобра 2007. Џоунс је признала да је лагала под заклетвом о својој употреби стероида пре Олимпијских игара 2000. и изјаснила се кривом на америчком Окружном суду за јужни округ Њујорка (у Вајт Плејнсу). Она је признала судији Кеннету Карасу да је дала лажне изјаве у вези са БАЛКО-ом. Пуштена је на слободу уз лично признање, али је морала да преда и пасош САД и Белизеа, до изрицања пресуде у јануару. Иако би могла бити изречена максимална казна од пет година, тужилаштво је препоручило не више од шест месеци као део споразума о признању кривице од стране Мерион.
Џоунс је јавно признала да је користила стероиде пре Олимпијаде и признала да је лагала када је претходно у изјавама негирала употребу стероида. Као резултат ових признања, Џоунс је прихватила двогодишњу суспензију са такмичења у атлетици коју је издала УСАДА. Објавила је и да се повлачи из атлетике.

### Олимпијски комитет САД тражи враћање олимпијских медаља
Питер Уберот, председник Олимпијског комитета САД, позвао је Џоунс да „одмах врати олимпијске медаље које је освојила док се такмичила кршећи правила“. Председник ИААФ-а Ламин Дијак рекао је: „Мерион Џоунс ће остати упамћена као једна од највећих превара у историји спорта".
Мерион Џоунс је предала својих пет медаља са Олимпијских игара 2000. Истог дана, Уберот је рекао да и све штафетне медаље треба да буду враћене. 10. априла 2008. МОК је изгласао да се свим Џоунсиним колегиницама из америчких штафета одузму медаље. Ова одлука је успешно поништена 2010. након жалбе седморо Џоунсиних колегиница из америчких штафета.

### Формална дисквалификација МОК-а
МОК је 12. децембра 2007. формално одузео Џоунсовој свих пет олимпијских медаља из септембра 2000. и забранио јој да присуствује Олимпијским играма 2008. у било ком својству. МОК је такође званично дисквалификовала Џоунс са њеног петог места освојеног у скоку у даљ на Олимпијским играма 2004.
Дана 28. октобра 2008. Џоунс је интервјуисала Опра Винфри. Мерион је изјавила да би освојила злато на Олимпијским играма у Сиднеју и без недозвољених средстава.

### Финансијске невоље
Седам година након што је освојила рекордних пет олимпијских медаља и добила вишемилионске спонзорске уговоре, Џоунс је била без средстава за живот. Према Асошијетед пресу, Џоунс је била у великим дуговима након борбе против судских пресуда. Лос Анђелес тајмс је сазнао да је 2006. једна банка запленила њену вилу вредну 2,5 милиона долара у Ејпексу, Северна Каролина. У свом врхунцу, Џоунс је била једна од првих женских спортских милионерки, зарађивала је између 70.000 и 80.000 долара по истрчаној трци, плус још око милион долара од разних бонуса.

### Умешаност у превару са чековима
У јулу 2006, Џоунс је била повезана са шемом фалсификовања чекова која је довела до кривичних пријава против њеног тренера и бившег емотивног партнера Тима Монтгомерија. Документи су показали да је чек од 25.000 долара, који је депонован на њен банковни рачун, био део шеме превара вредних више милиона долара. Тужиоци су навели да су средства послата у Вирџинијиу Џоунсином тренеру, освајачу златне олимпијске медаље из 1976. Стиву Ридику, да би била враћена у Њујорк преко мреже „пријатеља, рођака и сарадника“. Ридик је ухапшен у фебруару под оптужбом за прање новца. Према оптужници и каснијим документима поднетим суду, веза са Џоунс је остварена преко једног од Ридикових пословних партнера, Натанијела Александера.
Џоунс се изјаснила кривом да је дала лажне изјаве о свом знању о шеми уновчавања чекова специјалном агенту америчког Министарства за унутрашњу безбедност Ерику Розенблату, који је водио широку финансијску истрагу која је већ осудила Монтгомерија, спортског агента Чарлса Велса и њеног тренера Стива Ридика.

### Кривична осуда
Тужиоци су рекли америчком окружном судији Кеннету Карасу да би свака казна између условне казне и шест месеци затвора била правична. Карас је одговорио тражећи савет да ли може да изрекне казну дужу од шест месеци. У међувремену, Џоунсини адвокати су тражили да се њена казна ограничи на условну казну и рад у јавном интересу, делимично тврдећи да је била довољно кажњена јавним извињењем, повлачењем из атлетике и одрицањем од својих пет олимпијских медаља.
Дана 11. јануара 2008. Карас је осудио Џоунс на шест месеци затвора због њене умешаности у случај преваре са чековима и употребе лекова за побољшање учинка. Судија Карас је изјавио: „Овде су прекршаји озбиљни. Сваки од њих укључује лажи направљене у размаку од три године“, додајући да Џоунсини поступци „нису једнократна грешка… већ понављајуће кршење закона".
Џоунс је наређено да се преда 15. марта 2008. Већ 11. марта пријавила се у затвор Карсвел у Форт Ворту. Из затвора је пуштена 5. септембра 2008.

## Лични рекорди у атлетици
| Датум               | Дисциплина | Место одржавања           | Резултат | Напомена                             |
| ------------------- | ---------- | ------------------------- | -------- | ------------------------------------ |
| 12. септембар 1998. | 100 м      | Јоханезбург, Јужна Африка | 10.65 с* | *Истрчано на вишој надморској висини |
| 22. август 1999.    | 100 м      | Севиља, Шпанија           | 10.70 с  |                                      |
| 11. септембар 1998. | 200 м      | Јоханезбург, Јужна Африка | 21.62 с* | *Истрчано на вишој надморској висини |
| 13. август 1997.    | 200 м      | Цирих, Швајцарска         | 21.76 с  |                                      |
| 22. април 2001.     | 300 м      | Волнат, САД               | 35.68 с  |                                      |
| 16. април 2000.     | 400 м      | Волнат, САД               | 49.59 с  |                                      |
| 31. мај 1998.       | Скок у даљ | Јуџин, САД                | 7.31 м   |                                      |

## Пласмани на великим међународним атлетским такмичењима
| Представљајући Сједињене Државе | Представљајући Сједињене Државе | Представљајући Сједињене Државе     | Представљајући Сједињене Државе | Представљајући Сједињене Државе | Представљајући Сједињене Државе |
| Година                          | Такмичење                       | Место                               | Пласман                         | Дисциплина                      | Резултат                        |
| ------------------------------- | ------------------------------- | ----------------------------------- | ------------------------------- | ------------------------------- | ------------------------------- |
| 1992                            | Светско првенство за јуниоре    | Сеул, Јужна Кореја                  | 5.                              | 100 м                           | 11.58 с                         |
| 1992                            | Светско првенство за јуниоре    | Сеул, Јужна Кореја                  | 7.                              | 200 м                           | 24.09 с                         |
| 1992                            | Светско првенство за јуниоре    | Сеул, Јужна Кореја                  | 2.                              | 4 × 100 м                       | 44.51 с                         |
| 1997                            | Светско првенство               | Атина, Грчка                        | 1.                              | 100 м                           | 10.83 с                         |
| 1997                            | Светско првенство               | Атина, Грчка                        | 10.                             | Скок удаљ                       | 6.63 м                          |
| 1998                            | Континентални куп               | Јоханезбург, Јужноафричка Република | 1.                              | 100 м                           | 10.65 с                         |
| 1998                            | Континентални куп               | Јоханезбург, Јужноафричка Република | 1.                              | 200 м                           | 21.62 с                         |
| 1998                            | Континентални куп               | Јоханезбург, Јужноафричка Република | 2.                              | Скок удаљ                       | 7.00 м                          |
| 1999                            | Светско првенство               | Севиља, Шпанија                     | 1.                              | 100 м                           | 10.70 с                         |
| 1999                            | Светско првенство               | Севиља, Шпанија                     | 3.                              | Скок удаљ                       | 6.83 м                          |
| 2000***                         | Олимпијске игре                 | Сиднеј, Аустралија                  | Дисквалификована                | 100 м                           | 10.75                           |
| 2000***                         | Олимпијске игре                 | Сиднеј, Аустралија                  | Дисквалификована                | 200 м                           | 21.84 с                         |
| 2000***                         | Олимпијске игре                 | Сиднеј, Аустралија                  | Дисквалификована                | Скок удаљ                       | 6.92 м                          |
| 2001                            | Светско првенство               | Едмонтон, Канада                    | Дисквалификована                | 100 м                           | 10.85 с                         |
| 2001                            | Светско првенство               | Едмонтон, Канада                    | Дисквалификована                | 200 м                           | 22.39 с                         |
| 2002                            | Континентални куп               | Мадрид, Шпанија                     | Дисквалификована                | 100 м                           | 10.90                           |
| 2004                            | Олимпијске игре                 | Атина, Грчка                        | Дисквалификована                | Скок удаљ                       | 6.85 м                          |
| 2004                            | Олимпијске игре                 | Атина, Грчка                        | Дисквалификована                | 4 × 100 м                       | Одустале                        |

***Антидопинг агенција Сједињених Америчких Држава одузела је Џоунс сваку појединачну медаљу и сваки резултат остварен после 1. септембра 2000, након што је признала да је користила стероиде за побољшање перформанси пре Олимпијских игара 2000.